# Glenwood Springs
Glenwood Springs és una població dels Estats Units a l'estat de Colorado. Segons el cens del 2008 tenia 9.053 habitants.

## Demografia
Segons el cens del 2000, Glenwood Springs tenia 7.736 habitants, 3.216 habitatges, i 1.926 famílies. La densitat de població era de 622,3 habitants per km².
Dels 3.216 habitatges en un 30% hi vivien nens de menys de 18 anys, en un 47,7% hi vivien parelles casades, en un 8,5% dones solteres, i en un 40,1% no eren unitats familiars. En el 29,7% dels habitatges hi vivien persones soles el 8,5% de les quals corresponia a persones de 65 anys o més que vivien soles. El nombre mitjà de persones vivint en cada habitatge era de 2,37 i el nombre mitjà de persones que vivien en cada família era de 2,97.
Per edats la població es repartia de la següent manera: un 23,1% tenia menys de 18 anys, un 9,5% entre 18 i 24, un 33,3% entre 25 i 44, un 24,9% de 45 a 60 i un 9,2% 65 anys o més.
L'edat mediana era de 36 anys. Per cada 100 dones de 18 o més anys hi havia 100,7 homes.
La renda mediana per habitatge era de 43.934 $ i la renda mediana per família de 52.903 $. Els homes tenien una renda mediana de 38.506 $ mentre que les dones 29.272 $. La renda per capita de la població era de 23.449 $. Entorn del 3,5% de les famílies i el 7,9% de la població estaven per davall del llindar de pobresa.

## Poblacions més properes
El següent diagrama mostra les poblacions més properes.